# خطاف الذباب الفردوسي الأزرق
خطاف الذباب الفردوسي الأزرق (الاسم العلمي: Terpsiphone cyanescens)، هو نوع من الجواثم متوطن في جزيرة بالاوان، الفلبين.